# Eclissi solare del 30 aprile 2060
L'Eclissi solare del 30 aprile 2060, di tipo totale, è un evento astronomico che avrà luogo il suddetto giorno con centralità attorno alle ore 10:10 UTC.
L'eclissi avrà un'ampiezza massima di 222 chilometri e una durata di 5 minuti e 15 secondi.  L'evento attraverserà sud America, Europa, Asia e Africa.

## Eclissi correlate

### Eclissi solari 2059 - 2061
Questa eclissi è un membro di una serie semestrale. Un'eclissi in una serie semestrale di eclissi solari si ripete approssimativamente ogni 177 giorni e 4 ore (un semestre) in nodi alternati dell'orbita della Luna.

### Ciclo di Saros 139
L'evento fa parte della serie di Saros 139, che si ripete ogni 18 anni, 11 giorni, 8 ore, contenente 71 eventi. La serie è iniziata con l'eclissi solare parziale il 17 maggio 1501. Contiene eclissi ibride dall'11 agosto 1627 al 9 dicembre 1825 ed eclissi totali dal 21 dicembre 1843 al 26 marzo 2601. La serie termina al membro 71 con un'eclissi parziale il 3 luglio 2763. 
Dopo il 16 luglio 2186, la durata delle eclissi totali diminuirà. Tutte le eclissi di questa serie si verificano nel nodo ascendente della Luna.